# Nekrolog 1499
Nekrolog
◄◄
| ◄
| 1495
| 1496
| 1497
| 1498
| 1499 | 1500 | 1501 | 1502 | 1503 | ► | ►►
Weitere Ereignisse | Allgemeiner Nekrolog 1499
Die Beschreibung der verstorbenen Person sollte so kurz wie möglich gehalten sein und nur deren signifikante Tätigkeit(en) enthalten.
Neue Namen ggf. auch unter dem Geburts- und Sterbedatum, also etwa unter 1. Januar und im Geburts- und Sterbejahr (2024) eintragen (nur bei entsprechender großer Wichtigkeit). Für Beispiele siehe die schon vorhandenen Artikel.
Außerdem über die fünf zuletzt Verstorbenen, zu denen es einen ausreichend guten Artikel für eine Präsentation auf der Hauptseite gibt, nach der todesbedingten Überarbeitung der Artikel ggf. auch unter Wikipedia Diskussion:Hauptseite informieren und sie am besten auch in den anderen Wikipedia-Sprachversionen eintragen. Tipp: Regelmäßig bei news.google.de nach „ist tot“, „gestorben“ oder „verstorben“ suchen.
Wenn eine Person gestorben ist, gibt es viele Seiten zu dieser Person in der Wikipedia, die davon auch betroffen sind und entsprechend aktualisiert werden müssen. Beispiele: Namenübersichtsseite, Geburtsjahr, Geburtsort-Seiten und viele mehr.
Wie finde ich die betroffenen Seiten?
Im Suchfeld auf der linken Seite gibt man den Suchbegriff so ein: „Vorname Nachname“. Dann klickt man auf Volltext und alle Seiten mit entsprechendem Suchtext werden aufgerufen. Hier sieht man dann schnell, wo auch das Todesjahr Sinn macht oder sogar ein Teil des Artikels angepasst werden muss. Auch hilft das „Werkzeug“ auf der linken Seite sehr gut, um solche Seiten aufzufinden: „Links auf diese Seite“. Somit ist die Wikipedia wieder aktuell in allen Bereichen! Hinweis: bei Eintragung der Kategorie „Gestorben JAHR“ wird der Missbrauchsfilter 49 ausgelöst, was jedoch nicht schlimm ist. Siehe: Spezial:Missbrauchsfilter/49
Dies ist eine Liste von im Jahr 1499 verstorbenen bekannten Persönlichkeiten. Die Einträge erfolgen innerhalb der einzelnen Daten alphabetisch sortiert. Tiere sind im Nekrolog für Tiere zu finden.

## Januar
| Tag        | Name            | Beruf, bekannt als                                  | Alter | Beleg |
| ---------- | --------------- | --------------------------------------------------- | ----- | ----- |
| 9. Januar  | Johann Cicero   | Kurfürst von Brandenburg aus dem Hause Hohenzollern | 43    |       |
| 19. Januar | Ulrich Ellenbog | Arzt                                                |       |       |

## Februar
| Tag         | Name                            | Beruf, bekannt als      | Alter | Beleg |
| ----------- | ------------------------------- | ----------------------- | ----- | ----- |
| 9. Februar  | John Welles, 1. Viscount Welles | englischer Adliger      |       |       |
| 17. Februar | Adam Meyer                      | Abt von Groß St. Martin |       |       |

## März
| Tag      | Name                                     | Beruf, bekannt als                       | Alter | Beleg |
| -------- | ---------------------------------------- | ---------------------------------------- | ----- | ----- |
| 10. März | Henning Büring                           | Hamburger Bürgermeister                  |       |       |
| 17. März | Georg Antworter                          | Weihbischof in Würzburg                  |       |       |
| 23. März | Anna von Reischach von Reichenstein-Linz | deutsche Zisterzienserin                 |       |       |
| 25. März | Rennyo                                   | Erneuerer und Oberhaupt der Jodo Shinshu | 84    |       |

## April
| Tag       | Name                    | Beruf, bekannt als                        | Alter | Beleg |
| --------- | ----------------------- | ----------------------------------------- | ----- | ----- |
| 8. April  | Otto II.                | Herzog und Pfalzgraf von Mosbach-Neumarkt | 63    |       |
| 25. April | Veit Werner von Zimmern | deutscher Adliger                         | 19    |       |

## Mai
| Tag     | Name             | Beruf, bekannt als               | Alter | Beleg |
| ------- | ---------------- | -------------------------------- | ----- | ----- |
| 22. Mai | Benedikt Fontana | Schweizer Vogt und Ministerialer |       |       |
| 26. Mai | Heinrich IV.     | Graf von Nassau-Beilstein        |       |       |

## Juni
| Tag      | Name               | Beruf, bekannt als                                   | Alter | Beleg |
| -------- | ------------------ | ---------------------------------------------------- | ----- | ----- |
| 12. Juni | Adriano Fiorentino | italienischer Bildhauer, Medailleur und Metallgießer |       |       |

## Juli
| Tag      | Name          | Beruf, bekannt als            | Alter | Beleg |
| -------- | ------------- | ----------------------------- | ----- | ----- |
| 4. Juli  | Urs Werder    | Schweizer Glasmaler           |       |       |
| 20. Juli | Melchior Russ | Schweizer Geschichtsschreiber |       |       |
| 25. Juli | Johann II.    | Mitglied der Ortenburger      |       |       |
| Juli     | Paulo da Gama | portugiesischer Forscher      |       |       |

## August
| Tag        | Name                       | Beruf, bekannt als                                  | Alter | Beleg |
| ---------- | -------------------------- | --------------------------------------------------- | ----- | ----- |
| 6. August  | Jean Bilhères de Lagraulas | französischer Kardinal, Geistlicher und Botschafter |       |       |
| 23. August | John Blythe                | englischer Priester, Bischof von Salisbury          |       |       |
| 29. August | Alesso Baldovinetti        | italienischer Maler                                 |       |       |

## Oktober
| Tag         | Name                   | Beruf, bekannt als              | Alter | Beleg |
| ----------- | ---------------------- | ------------------------------- | ----- | ----- |
| 1. Oktober  | Marsilio Ficino        | Humanist, Philosoph, Übersetzer | 65    |       |
| 10. Oktober | Margareta von Zedtwitz | Äbtissin                        |       |       |

## November
| Tag          | Name                                    | Beruf, bekannt als                                                                              | Alter | Beleg |
| ------------ | --------------------------------------- | ----------------------------------------------------------------------------------------------- | ----- | ----- |
| 6. November  | Eggert Dürkop                           | deutscher römisch-katholischer Geistlicher und von 1489 bis zu seinem Tod Bischof von Schleswig |       |       |
| 23. November | Perkin Warbeck                          | Forderer des englischen Throns während der Regierungszeit von Heinrich VII.                     |       |       |
| 28. November | Edward Plantagenet, 17. Earl of Warwick | englischer Thronanwärter                                                                        |       |       |

## Dezember
| Tag          | Name                | Beruf, bekannt als                                         | Alter | Beleg |
| ------------ | ------------------- | ---------------------------------------------------------- | ----- | ----- |
| 13. Dezember | Erasmus Brandenburg | Domherr zu Wurzen, Propst zu Berlin und Pfarrer in Cottbus |       |       |
| 25. Dezember | Stephan Zápolya     | ungarischer Magnat, Oberlandeshauptmann von Schlesien      |       |       |
| 28. Dezember | Henry Ferrers       | englischer Ritter und Politiker                            |       |       |

## Datum unbekannt
| Tag | Name                             | Beruf, bekannt als                                                                          | Alter | Beleg |
| --- | -------------------------------- | ------------------------------------------------------------------------------------------- | ----- | ----- |
|     | Hinrik Bornemann                 | deutscher Maler der Spätgotik                                                               |       |       |
|     | Laura Cereta                     | italienische Gelehrte und Schriftstellerin des Humanismus                                   |       |       |
|     | Ambrogio Contarini               | italienischer Reisender                                                                     |       |       |
|     | Dietrich von Harras              | deutscher Ritter                                                                            |       |       |
|     | Christopher Moresby              | englischer Ritter                                                                           |       |       |
|     | Hans Ryssenberch                 | Goldschmied, in Estland tätig                                                               |       |       |
|     | Wilhelm Schechs von Pleinfeld    | Abt des Klosters Auhausen                                                                   |       |       |
|     | Hans vom Staal                   | Stadtschreiber von Solothurn, Jurist, Diplomat                                              |       |       |
|     | Heinrich von Starschedel         | deutscher Ritter, Bergbauunternehmer und leitender Beamter der sächsischen Wettiner         |       |       |
|     | Peter Steiger                    | Schweizer Offizier in fremden Diensten und Politiker                                        |       |       |
|     | James Stewart, 1. Earl of Buchan | schottischer Adliger                                                                        |       |       |
|     | Giorgio Valla                    | italienischer Mediziner, Astronom, Philologe und Musikologe                                 |       |       |
|     | Johann Vitéz                     | Bischof von Sirmium; Bischof von Veszprém; Administrator von Olmütz; Administrator von Wien |       |       |